# Канатный переулок (Одесса)
Канатный переулок — короткая (150 м) улица в Одессе, в исторической части города, от улицы Большая Арнаутская до улицы Малая Арнаутская параллельно улице Леонтовича.

## История
Название получил по канатным заводам Мешкова (был расположен по левой стороне улицы Базарной почти что до будущей улицы Леонтовича) и Новикова (располагался от Канатной улицы до улицы Леонтовича вдоль Большой Арнаутской, впоследствии был реорганизован в акционерное общество «Стальканат»).
С 1905 по 1907 год на соседней с переулком, Малой Арнаутской улице, в доме № 9, жил младший брат Владимира Ильича Ленина Дмитрий Ильич Ульянов (1874—1943), что послужило основанием в 1966 году дать переулку имя Ульянова. В 1997 году историческое название было возвращено.

## Достопримечательности

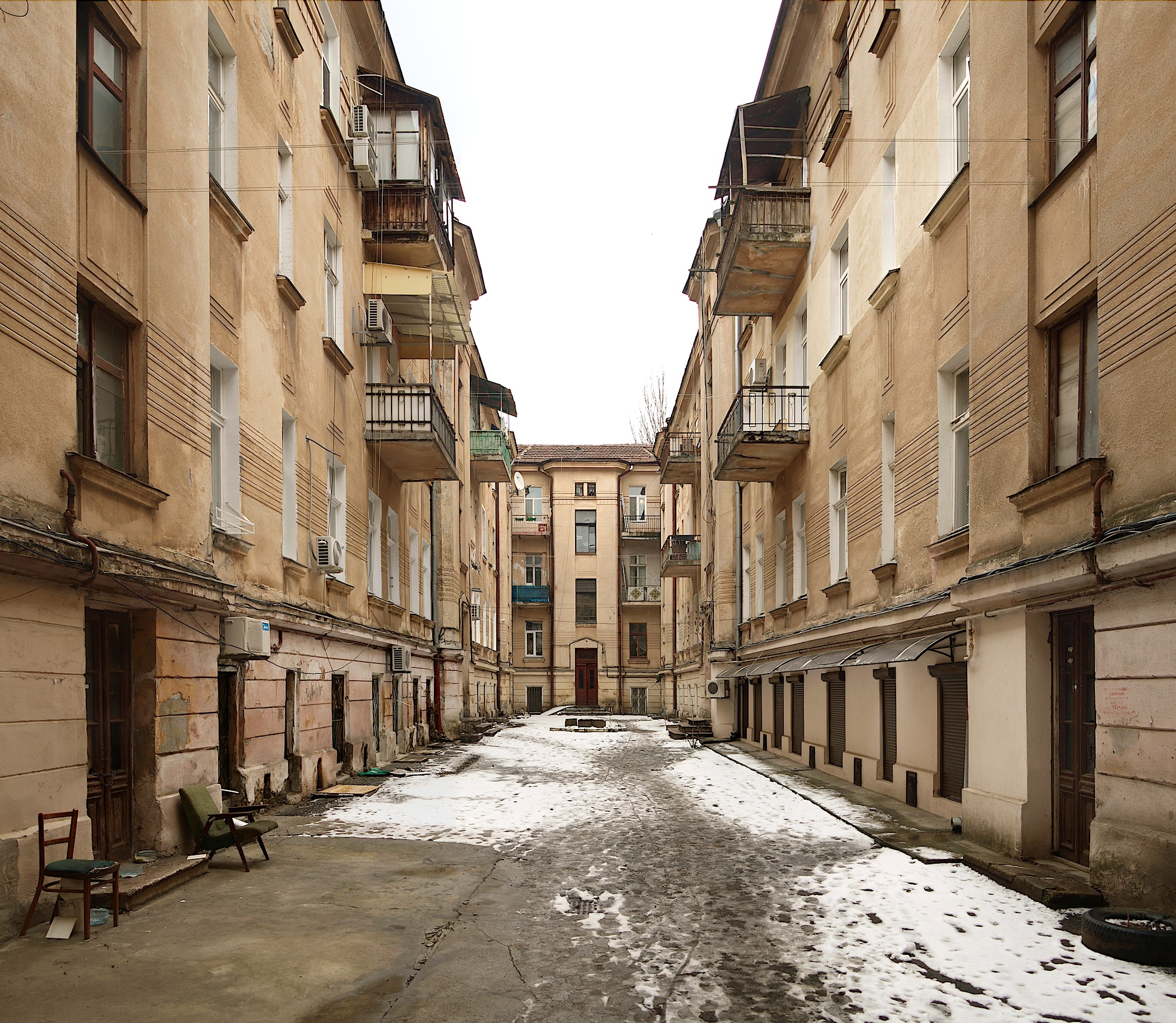
доходный дом Вселюбских

д. 1 — Бывшая гимназия Панченко, (1911, арх. М. М. Добровольский)

д. 5 — Бывший доходный дом Вселюбских, (1909, арх. Л. М. Чернигов, Я. С. Гольденберг)